# Mod (videojocs)

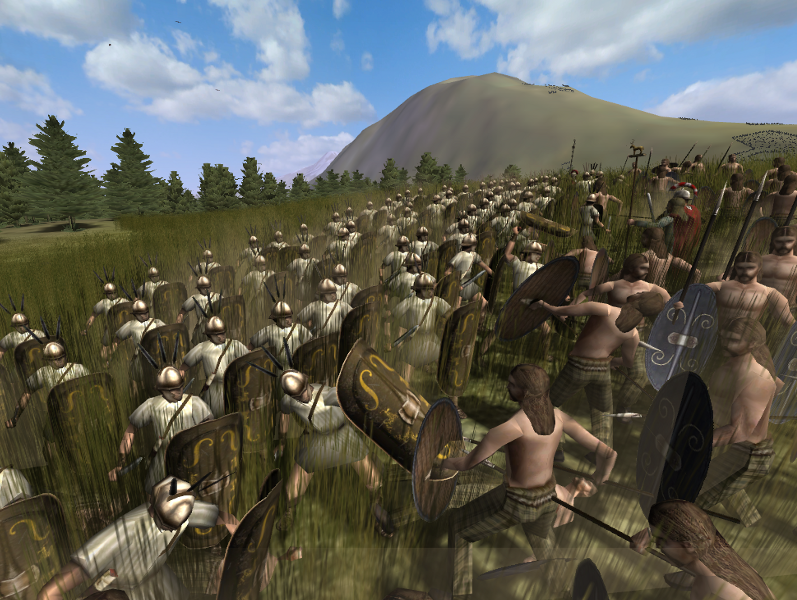
Europa Barbarorum, modificació del joc per a PC Rome: Total War

El terme Mod (de l'anglès modification) al món dels videojocs, concretament els d'acció en primera persona i estratègia en temps real, significa alterar o més ben dit, modificar videojocs perquè puguin proporcionar noves i diferents possibilitats de joc, no existents en el videojoc original. Així, aquestes modificacions les creen des dels desenvolupadors dels videojocs originals (que llavors s'anomenen extensions) fins als propis jugadors per aconseguir nous objectes, armes, personatges, enemics, models, textures, nivells, històries o línia del joc i modes de joc. Els mods poden executar-se en videojocs d'un sol jugador o multijugador, respectivament.